# Clostridium tetani
Toxine tétanique
Espèce
Le bacille de Nicolaïer, Clostridium tetani ou toxine tétanique, est la bactérie saprophyte responsable du tétanos chez l'Homme.

## Généralités
C'est un bacille anaérobie, à gram positif, appartenant au genre Clostridium qui regroupe de nombreuses espèces dont certaines pathogènes pour l'homme. Elle est capable de sécréter une toxine neurotoxique.
On rencontre ce bacille sur la terre entière (il est dit ubiquitaire) qui existe sous deux formes :
- une forme endosporulée : lorsque les conditions extérieures sont défavorables, le bacille se protège sous cette forme que l'on retrouve dans le sol et les déjections de mammifères ;
- une forme végétative : lorsque les conditions sont favorables, le bacille est capable de sécréter sa toxine neurotrope et ainsi provoquer une infection.

## Écologie
La forme sporulée de ce germe tellurique (surtout sols calcaires et humides) peut se retrouver dans l'intestin des herbivores (surtout le cheval) et parfois de l'homme (environ 5 %).

## Pouvoir pathogène
Le bacille de Nicolaïer est la bactérie à l'origine du tétanos.
Une multiplication, même minime et discrète, dans une plaie entraîne la production d'une toxine neurotrope, la tétanospasmine, qui, soit par voie nerveuse, soit par voie sanguine, va se fixer sur des gangliosides du système nerveux central, provoquant le blocage des synapses inhibitrices, d'où contractures et paralysies spastiques par interférence avec le métabolisme de l'acétylcholine.
La période d'incubation moyenne est d'une semaine mais peut aller de deux jours à deux ou trois semaines, en fonction de la quantité de toxine produite plus ou moins rapidement. On cite parfois des incubations plus longues (plusieurs mois) : il s'agit alors de spores restées dormantes, qui se réveillent lors d'un deuxième traumatisme (une injection sous-cutanée de spores à un animal ne provoque généralement rien ; mais si, quelques semaines plus tard, on injecte au même endroit un peu de sable stérile ou si on provoque une contusion sans ouverture cutanée, le tétanos apparaît. C'est par ce mécanisme qu'on explique les cas - heureusement rares - de « tétanos spontané ». Les chirurgiens esthéticiens connaissent ce danger de réveil de spores dormantes lorsqu'ils opèrent pour corriger d'anciennes cicatrices disgracieuses).
Les cas à incubation courte sont généralement les plus graves (tétanos aigus). Mais il semble qu'une plus fidèle indication de gravité soit donnée par l'intervalle qui sépare l'apparition des premières contractures (généralement à la mâchoire) appelées trismus, des convulsions spastiques dénommées opisthotonos : si cet intervalle est inférieur à 48 heures, le pronostic est mauvais. Au total, la mortalité reste élevée : entre 50 et 60 % au niveau mondial, et environ 25 % en France malgré les traitements intensifs (mort en asphyxie par spasmes du larynx et des muscles respiratoires). En principe, toute plaie non désinfectée peut être tétanigène.
Les causes favorisantes sont celles qui assurent l'anaérobiose nécessaire : tissus mal irrigués dans des plaies irrégulières et déchiquetées, présence de corps étrangers (épines, échardes, etc.) ou présence d'une flore pyogène associée qui consomme l'oxygène.
Actuellement, une bonne partie des apparitions de tétanos survient après des plaies laissées sans traitement ou masquées.
On peut citer comme cas particuliers les tétanos compliquant des ulcères de jambes chroniques et mal soignés, le « tetanus neonatorum » provenant de la plaie ombilicale, toujours très grave, encore fréquent (jusqu'à 10 %) dans certains pays non développés et le risque particulier chez les drogués pratiquant des injections sans précautions d'asepsie.
En 1973, l'OMS estimait entre 50 000 et 100 000 la mortalité annuelle mondiale par tétanos surtout en pays tropicaux ; en 2011, l'OMS estimait à 61 000 les décès dus au tétanos néonatal et à 12 000 ceux par tétanos non-néonatal (dont <1 000 chez les enfants de moins de cinq ans).

## Propriétés bactériologiques

### Morphologie
- Bâtonnet mobile de 3 à 4 micromètres sur 0,5 micromètre.
- La spore (diamètre de 1,5 à 2 micromètres, c'est-à-dire nettement plus grosse que la largeur de la bactérie) est terminale : image en baguette de tambour. Cependant, quelques espèces saprophytes donnent la même image.

### Culture
- Assez lente et fastidieuse, très strictement anaérobie.
- Gélose : en surface, film assez fin et transparent mais colonies chevelues en profondeur. La culture a une odeur de « corne brûlée ».

### Toxine
Protéine de poids moléculaire de plus ou moins 70 000, antigéniquement identique quelle que soit la souche productrice. En se fixant au niveau des synapses centrales, elle y interfère avec le métabolisme de l'acétylcholine et provoque, d'une part, des contractures (muscles masseters, abdominaux, vertébraux), d'autre part, des crises de convulsions spastiques douloureuses, épuisantes et mortelles lorsqu'elles se situent aux muscles laryngés et respiratoires. Un milligramme de toxine pure contient dix millions de doses létales pour la souris ; la dose mortelle pour l'homme serait de 0,1 à 0,2 mg. Tous les animaux sont sensibles à l'injection expérimentale de cette toxine mais le tétanos naturel est rare chez les animaux. La toxine est assez thermolabile.

## Diagnostic
Le diagnostic est uniquement clinique : il n'y a que peu de bacilles dans la plaie et ils sont difficiles à isoler.
Il est possible de rechercher la présence d'anticorps (Ac) antitoxines afin d'évaluer l'état de l'infection.

## Vaccination
Elle est possible à partir de l'âge de deux mois. La vaccination consiste en l'injection d'anatoxine.
La loi française impose trois injections réalisées à un mois d'intervalle, suivies d'un rappel effectué vers 15-18 mois (schéma 3+1). Depuis 2013, le calendrier vaccinal préconise un schéma 2+1 (à 2 mois, 4 mois et un rappel vers 11 mois), puis recommande des rappels à l'âge de 6 ans, puis vers 11-13 ans, puis tous les 20 ans à partir de 25 ans, et tous les 10 ans à partir de 65 ans.
Les réactions de la vaccination antitétanique se limitent généralement à une légère infiltration locale un peu douloureuse ; les cas d'hypersensibilité à l'anatoxine sont exceptionnels, mais plus fréquents en cas de rappels rapprochés.